# Ryōzō Suzuki
Ryōzō Suzuki (jap. 鈴木 良三, Suzuki Ryōzō; * 20. September 1939) ist ein ehemaliger japanischer Fußballspieler.

## Nationalmannschaft
1961 debütierte Suzuki für die japanische Fußballnationalmannschaft. Suzuki bestritt 24 Länderspiele. Mit der japanischen Nationalmannschaft qualifizierte er sich erfolgreich für die Olympischen Spiele 1964 und 1968. Bei den Olympischen Spielen 1968 konnte Japan die Bronzemedaille gewinnen.

## Errungene Titel

### Mit der Nationalmannschaft
- Olympische Sommerspiele 1968: Bronzemedaille